# 하동군 (중국)
하동군(河東郡)은 중국 전국 시대 진나라에서부터 당나라까지 존속한 군이다.

## 진
전국 시대 진에서 처음 설치했다. 군 치소는 위의 옛 서울 안읍(安邑)이다.

## 전한
고제가 서위왕 위표를 무찌르고 서위를 병합하면서 태원군·상당군과 함께 전한의 군으로 편입됐다. 원시 2년(2년)의 인구조사에 따르면 23만 6896호, 96만 2912명을 관할했다. 하내군·하남군과 함께 삼하(三河)라 하여, 주에 속하지 않고 사례교위의 관할을 받았다. 근창(根倉), 습창(濕倉)이 있었다. 아래의 속현 목록은 한서 지리지의 순서를 따른다. 원연·수화 연간(기원전 8년 무렵)의 현황으로 여겨지며, 총 24현(23현 1후국)이다.
| 현명   | 한자   | 대략적 위치          | 비고 |
| ------ | ------ | -------------------- | --- |
| 안읍현 | 安邑縣 | 윈청시 샤현 북서     | 군의 치소가 있다. 무함산(巫咸山)이 남쪽에 있고, 염지(鹽池)가 남서쪽에 있다. 위강이 위에서 여기로 옮겼고, 위혜왕에 이르러 대량으로 천도했다. 철관과 염관이 있다. |
| 대양현 | 大陽縣 | 윈청시 핑루현 서     | 오산(吳山)이 서쪽에 있고 위에 오성(吳城)이 있는데, 주무왕이 태백의 후예에게 봉한 옛 우나라로 후에 진나라에 멸망했다. 천자묘가 있다. |
| 의씨현 | 猗氏縣 | 윈청시 린이현 남     | |
| 해현   | 解縣   | 윈청시 린이 현 남서  | |
| 포판현 | 蒲反縣 | 윈청시 융지시 남서   | 요산(堯山), 수산사(首山祠)가 있다. 뇌수산(雷首山)이 남쪽에 있다. 옛 이름은 포(蒲)인데 진 시황제가 순행 중에 이름을 고쳤다. |
| 하북현 | 河北縣 | 윈청시 루이청현 서   | 시경에 등장하는 옛 위나라로, 위나라의 시조 필만(畢萬)의 첫 봉읍이다. 증손 위강이 안읍으로 옮겼다. |
| 좌읍현 | 左邑縣 | 윈청시 원시현        | |
| 분음현 | 汾陰縣 | 윈청시 완룽현 서     | 본디 분음후국으로 분음도후 주창의 세습 봉지였으나 문제 후원 2년(기원전 162년)에 도후의 손자 주의가 죄로 작위를 상실했다.개산(介山)이 남쪽에 있다. |
| 문희현 | 聞喜縣 | 윈청시 원시 현 북    | 옛 곡옥(曲沃)으로 진 성후가 진양에서 이곳으로 천도했다. 무제가 원정 6년(기원전 111년)에 이 지방을 지나다가 남월 정복 소식을 듣고 기념하여 개명했다. |
| 확택현 | 濩澤縣 | 진청시 양청현 서     | 《우공》의 석성(析城)이 남서쪽에 있다. |
| 단씨현 | 端氏縣 | 진청시 친수이현 북동 | |
| 임분현 | 臨汾縣 | 린펀시 샹펀현 남     | |
| 원현   | 垣縣   | 윈청시 위안취현 남동 | 《우공》의 왕옥산(王屋山)이 북동에 있다. 연수(沇水)가 나와서 남동으로 무덕(武德)에 이르러 하수로 들어간다. 일(軼) 강이 형양(滎陽) 북지(北地) 중에서 나와 또 동으로 낭괴(琅槐)에 이르러 바다로 들어가니, 하동·하내·하남·진류·제음·동군·태산·제남·제군·천승 10군을 지나 1840리를 간다. |
| 피씨현 | 皮氏縣 | 윈청시 허진시        | 경향(耿鄕)이 있는데 옛 경나라로, 진 헌공이 멸하고 조숙에게 주었다. 10세를 전해지다 조 헌후 때 중모(中牟)로 옮겼다. 철관이 있다. |
| 장수현 | 長脩縣 | 윈청시 신장현 북서   | |
| 평양현 | 平陽縣 | 린펀시 남서          | 한무자(韓武子)의 현손 한정자(韓貞子)가 거했다. 철관이 있다. |
| 양릉현 | 襄陵縣 | 린펀시 남동          | 반씨향정(班氏鄕亭)이 있다. 진 양공의 묘가 서북에 있어 현 이름을 거기서 따왔다. |
| 체현   | 彘縣   | 린펀시 훠저우시      | 곽대산(霍大山)이 동쪽에 있는데 기주산(冀州山)으로 서주 여왕이 달아난 곳이다. |
| 양현   | 楊縣   | 린펀시 훙둥현 남동   | |
| 북굴현 | 北屈縣 | 린펀시 지현 북       | 《우공》의 호구산(壺口山)이 남동에 있다. |
| 포자현 | 蒲子縣 | 린펀시 시현          | |
| 강현   | 絳縣   | 린펀시 허우마시 동   | 진 무공이 곡옥에서 여기로 천도했다. 철관이 있다. |
| 호접현 | 狐讘縣 | 린펀시 융허현 남서   | |
| 기후국 | 騏侯國 | 린펀시 샹닝 현 남동  | 구기의 후국이다. |

왕망이 신나라를 세우고서는 군의 이름을 조수(兆隊)로 고치고 다음 현의 이름을 고쳤다.
| 전한       | 신         |
| ---------- | ---------- |
| 안읍(安邑) | 하동(河東) |
| 대양(大陽) | 근전(勤田) |
| 포판(蒲反) | 포성(蒲城) |
| 좌읍(左邑) | 조정(兆亭) |
| 피씨(皮氏) | 연평(延平) |
| 평양(平陽) | 향평(香平) |
| 양릉(襄陵) | 간창(幹昌) |
| 체(彘)     | 황성(黃城) |
| 양(楊)     | 연정(年亭) |
| 북굴(北屈) | 짐북(朕北) |

## 후한
20성 93,543호 570,803명을 거느렸다. 후한서에 따르면 호접현, 기후국, 장수현, 좌읍현의 4현이 폐지되었다.
| 현명     | 한자     | 비고 |
| -------- | -------- | --- |
| 안읍현   | 安邑縣   | 철광석, 소금이 나온다.                                                                                   |
| 양현     | 楊       | 고량정(高梁亭)이 있다.                                                                                   |
| 평양후국 | 平陽候國 | 철광석이 나온다. 요임금이 도읍을 정하신 곳이다.                                                          |
| 임분현   | 臨汾縣   | 동정(董亭)이 있다.                                                                                       |
| 분음현   | 汾陰縣   | 개산(介山)이 있다.                                                                                       |
| 포판현   | 蒲板縣   | 뇌수산(雷首山)과 사구정(沙丘亭)이 있다.                                                                  |
| 대양현   | 大陽縣   | 오산(吳山)이 있는데, 그위에 우성(虞城)이 있다. 하양성(下陽城), 모진(茅津), 전령판(颠軨坂)이 있다.        |
| 해현     | 解縣     | 상천성(桑泉城), 구성(臼城), 해성(解城), 하성(瑕城)이 있다.                                               |
| 피씨현   | 皮氏縣   | 경향(耿鄕), 기정(冀亭)이 있고 철광석이 나온다.                                                           |
| 문희현   | 聞喜縣   | 본래 곡옥(曲沃)이었다. 동타파(董池陂)가 있는데 옛이름은 동택(董泽)이었다. 속수(涑水), 도수(洮水)가 있다. |
| 강읍     | 絳邑     | 익성(翼城)이 있다.                                                                                       |
| 영안현   | 永安縣   | 본래 체현이었는데 133년(양가 2년)에 지금의 이름으로 개명했다. 곽대산(霍大山)이 있다.                     |
| 하북현   | 河北縣   | 한정(韓亭)이 있다.                                                                                       |
| 의씨현   | 猗氏縣   | |
| 원현     | 垣       | 왕옥산(王屋山)이 있는데 연수(兗水)가 나온다. 호구정(壺丘亭)과 소정(邵亭)이 있다.                         |
| 양릉현   | 襄陵     | |
| 북굴현   | 北屈     | 호구산(壺口山)과 채상진(采桑津)이 있다.                                                                  |
| 포자현   | 蒲子     | |
| 확택후국 | 濩泽候國 | 석성문(析城門)이 있다.                                                                                   |
| 단씨현   | 端氏縣   | |

## 조위
조위에서 현재 린펀시일대에 해당하는 12현이 분리되어 평양군을 신설하였다. 호접현이 복원되었다.
| 분리이전 | 분리이전                                                                                   | 분리이전 | 분리이전                                                                                   |
| -------- | ------------------------------------------------------------------------------------------ | -------- | ------------------------------------------------------------------------------------------ |
| 하동군   | 안읍현, 문희현, 원현, 분양현, 대양현, 의씨현, 해현, 포판현, 하북현                         | 하동군   | 안읍현, 문희현, 원현, 분양현, 대양현, 의씨현, 해현, 포판현, 하북현                         |
| 하동군   | 평양현, 양현, 단씨현, 영안현, 포자현, 호접현, 양릉현, 강읍, 확택현, 임분현, 북굴현, 피씨현 | 평양군   | 평양현, 양현, 단씨현, 영안현, 포자현, 호접현, 양릉현, 강읍, 확택현, 임분현, 북굴현, 피씨현 |

## 서진
서진대에는 9현 42,500호를 거느렸다. 305년(유연 원희 2년), 서하군, 상당군, 태원군일부지역을 점령했던 유연은 진양에서 저항하던 유곤을 격파하고 장안에 수도를 둔 다음, 낙양을 점령해야 한다는 시중 유은과 왕육의 건의를 받아들여 남진을 실시했다. 유연은 장안, 낙양침공을 위해 하동을 점거하고 포판과 평양을 공격, 함락시켰고 수도를 평양군 포자현으로 옮겼다. 이에 하동군과 평양군의 모든 속현들이 한나라의 지배권으로 편입되었다. 이에 옛 상군지역에 살던 4부 선비의 추장 육축연(陸逐延), 기주의 석륵, 왕미 등이 유연에게 귀부했다.
| 현명   | 한자   | 비고                                                                    |
| ------ | ------ | ----------------------------------------------------------------------- |
| 안읍현 | 安邑縣 | 옛 제순의 도읍이다.                                                     |
| 문희현 | 聞喜縣 | 옛 곡옥인데 진무공이 진양으로 수도를 옮기기 전까지 진나라의 도읍이었다. |
| 원현   | 垣     | 왕옥산(王屋山)이 현 동북에 있는데, 연수(沇水)가 그곳에서 나온다.        |
| 분양현 | 汾陽縣 | 공국상을 두었다.                                                        |
| 대양현 | 大陽縣 | 오산(吳山)이 현 서쪽에 있다.                                            |
| 의씨현 | 猗氏縣 | 옛 의돈성(猗頓城)이다.                                                  |
| 해현   | 解縣   | 소금이 나온다.                                                          |
| 포판현 | 蒲阪縣 | 역산(曆山)이 있다. 뇌수산이 있다.                                       |
| 하북현 | 河北縣 |                                                                         |

## 북조
북위대에는 진주(秦州)에 속해있었다. 일부 현이 다른 군으로 편입되었다. 안정현, 북해현, 남해현, 포판현, 의씨현의 5현을 두었다.
북주시기에는 포주(浦州)에 속했다.
| 현명   | 북위대의 변화                                                                                                   |
| ------ | --- |
| 포판현 | 하동군에 존치. 북위대에 하동군의 치소가 되었다.                                                                 |
| 해현   | 477년 현 남부에 안정현 설치. 487년(태화 11년)에 현의 북부가 북해현으로 분리.                                    |
| 의씨   | 487년 북의씨현 분리되어 북향군으로 이관. 남은 부분은 하동군에 존치.                                             |
| 안읍현 | 487년 현의 남부가 남안읍현으로 분리되고 남은 부분은 북안읍현으로 개명. 북안읍현과 남안읍현모두 하북군으로 이관. |
| 하북현 | 하북군으로 이관                                                                                                 |
| 대양현 | 하북군으로 이관                                                                                                 |
| 문희현 | 동옹주 정평군(正平郡)으로 이관.                                                                                 |
| 원현   | |
| 분음현 | 북향군으로 이관.                                                                                                |
| 분양현 | 분주 용문군으로 이관되었다.                                                                                     |

## 수
10현 157,078호를 거느렸다.
| 현명   | 한자   | 대략적 위치                | 비고 |
| ------ | ------ | -------------------------- | --- |
| 하동현 | 河東縣 | 윈청 시 융지 시 포주진     | 본래 포판현으로 개황초에 하동군을 폐했다가 596년(개황 16년)하동현을 세웠다. 대업초에 하동군을 재건하면서 포판현을 흡수했다. 주관(酒官), 수산(首山), 예수(汭水)가 있다. |
| 상천현 | 桑泉縣 | 윈청 시 린이 현 상천진     | 북위대의 옛 북해현을 596년 지금이름으로 개명하였다. 삼응산(三疑山)이 있었다.                                                                                           |
| 분음현 | 汾陰縣 | 윈청 시 완룽 현 분음고성   | 옛 분음군에 있었다가 개황초 분음군을 폐하며 본군에 들어왔다. 용문산(龍門山)이 있다.                                                                                    |
| 용문현 | 龍門縣 | 윈청 시 허진 시            | 피씨현을 북위에서 지금이름으로 바꿨다. 개황초 용문군을 폐하면서 본군으로 들어왔다. 북주대에 영락군에 속했었던                                                          |
| 예성현 | 芮城縣 | 윈청 시 루이청 현          | 안융현(安戎)이라고도 했다. 북주에서 지금의 이름으로 고쳐 영락군에 두었다. 후에 영락군을 폐하면서 본군에 들어왔다. 관관(關官)이 있다.                                   |
| 안읍현 | 安邑縣 | 윈청 시 옌후 구 안읍가도   | 596년 우주(虞州)를 설치했다 대업초에 폐했다. 소금, 은광석이 나온다. |
| 하현   | 夏縣   | 윈청 시 샤현               | 개황초 안읍군을 폐하면서 본군에 들어왔다. 무함산(巫鹹山), 직산(稷山), 우판(虞阪)이 있다.                                                                               |
| 하북현 | 河北縣 | 윈청 시 핑루 현 장촌진일대 | 개황초 하북군을 폐하면서 본군에 들어왔다. 관관(關官)이 있다. 지주산(砥柱山)과 부암(傅岩)이 있다.                                                                       |
| 의씨현 | 猗氏縣 | 윈청 시 린이 현            | 서위에서 상천현(桑泉)으로 개명했다가 북주에서 본명으로 바꿨다. |
| 우향현 | 虞鄕縣 | 윈청 시 융지 시            | 북위에서 안정현이라고 했다가 서위대 남해현으로 개명했다. 수화(綏化)라고도 한다.                                                                                        |

## 군수·태수

### 진
- 왕계(王稽, ? ~ 기원전 255년)[13]

### 전한
- 계포(문제 초기)
- 반계(? ~ 기원전 124년)
- 승(勝, 기원전 113년 당시): 임지에서 보정(寶鼎)이 발굴되어 조정에 보고하였다.[14][15]
- 아무개(? ~ 기원전 112년): 무제의 순행을 마중하지 않은 죄로 스스로 목숨을 끊었다.[16][17]
- 승도공(勝屠公, 무제 시기)
- 전연년(? ~ 기원전 75년)
- 주감(기원전 43년 ~ 기원전 40년)
- 견존(? ~ 기원전 31년)
- 소함(원제 시기? 성제 시기?)

### 경시 정권
- 양보(楊寶, ? ~ 25년)[18]

### 후한
- 이문(李文, 25년 ~ ?): 후한의 첫 하동태수이다.[18]
- 초황(焦貺, ? ~ 70년): 초왕 유영의 모반에 연루되어 조정에 압송되던 중 죽었다.[19][20]
- 진(陳) 아무개: 진번의 할아버지이다.[21]
- 경원(耿援, 환제 시기?)[22]
- 유우(? ~ 161년)[23]
- 좌칭 (161년 ~ ?)
- 사필(영제 시기)
- 동탁(? ~ 184년)
- 왕읍(王邑, 195년 당시, ? ~ 205년)[24][25]
- 두기(205년 ~ 220년)
- 조엄(220년 ~ ?, 겸임)

### 서진
- 유백조(劉伯祖)[26]